# Porta Venezia (métro de Milan)
Porta Venezia est une station de la ligne 1 du métro de Milan, située piazza Guglielmo Oberdan. Elle doit son nom au quartier qu'elle dessert, lequel à son tour est nommé d'après l'une des principales portes de la ville à l'époque de l'enceinte espagnole.